# Championnat de Bulgarie de football 1998-1999
Navigation
Saison précédente Saison suivante
La saison 1998-1999 du Championnat de Bulgarie de football était la 75e édition du championnat de première division en Bulgarie. Les seize meilleurs clubs du pays se retrouvent au sein d'une poule unique, la Vissha Professionnal Football League, où ils s'affrontent deux fois, à domicile et à l'extérieur. À la fin de la saison, les trois derniers du classement sont relégués et remplacés par les trois meilleurs clubs de deuxième division.
C'est le tenant du titre, le Litex Lovetch, qui termine en tête du classement final, avec 2 points d'avance sur le PFK Levski Sofia et 16 sur le Levski Kyustendil. Il s'agit du 2e titre de champion de Bulgarie de l'histoire du Litex, qui manque le doublé en s'inclinant en finale de la Coupe de Bulgarie face au FK CSKA Sofia.

Durant l'intersaison 1999, le club du PFC Minyor Pernik est rétrogradé en deuxième division pour avoir arrangé deux matchs face au Litex et au Levski, qui reçoivent une pénalité de 3 points chacun. Le FK Shumen, 14e du classement, conserve donc sa place parmi l'élite.

## Les 16 clubs participants
| - PFK Levski Sofia - FK CSKA Sofia - FK Shumen - Promu de D2 - Pirin Blagoevgrad - Promu de D2 - PFC Minyor Pernik - PFC Slavia Sofia - Lokomotiv Plovdiv - Lokomotiv Sofia | - FK Spartak Varna - PFC Dobrudzha Dobrich - Litex Lovetch - Botev Plovdiv - Metalurg Pernik - Septemvri Sofia - Promu de D2 - Levski Kyustendil - Naftex Burgas |

## Compétition

### Classement
Le barème utilisé pour établir le classement est donc le suivant :
- Victoire : 3 points
- Match nul : 1 point
- Défaite : 0 point

| Rang | Équipe                | Pts | J  | G  | N | P  | Bp | Bc | Diff |
| ---- | --------------------- | --- | -- | -- | - | -- | -- | -- | ---- |
| 1    | Litex Lovech 'T' -3   | 73  | 30 | 24 | 4 | 2  | 83 | 25 | +58  |
| 2    | PFK Levski Sofia -3   | 71  | 30 | 23 | 5 | 2  | 51 | 11 | +40  |
| 3    | Levski Kyustendil     | 57  | 30 | 18 | 4 | 8  | 57 | 29 | +28  |
| 4    | Lokomotiv Sofia       | 55  | 30 | 17 | 4 | 9  | 46 | 30 | +16  |
| 5    | FK CSKA Sofia C       | 50  | 30 | 15 | 6 | 9  | 54 | 39 | +15  |
| 6    | Naftex Burgas         | 49  | 30 | 15 | 4 | 11 | 52 | 38 | +14  |
| 7    | PFC Slavia Sofia      | 41  | 30 | 11 | 8 | 11 | 47 | 36 | +11  |
| 8    | PFC Minyor Pernik     | 40  | 30 | 11 | 7 | 12 | 44 | 46 | -2   |
| 9    | PFC Dobrudzha Dobrich | 36  | 30 | 11 | 3 | 16 | 45 | 55 | -10  |
| 10   | Metalurg Pernik       | 35  | 30 | 11 | 2 | 17 | 33 | 46 | -13  |
| 11   | Pirin Blagoevgrad P   | 34  | 30 | 10 | 4 | 16 | 35 | 58 | -23  |
| 12   | FK Spartak Varna      | 34  | 30 | 10 | 4 | 16 | 39 | 50 | -11  |
| 13   | Botev Plovdiv         | 32  | 30 | 9  | 5 | 16 | 34 | 55 | -21  |
| 14   | FK Shumen P           | 32  | 30 | 8  | 8 | 14 | 36 | 56 | -20  |
| 15   | Lokomotiv Plovdiv     | 17  | 30 | 4  | 5 | 21 | 26 | 73 | -47  |
| 16   | Septemvri Sofia P     | 17  | 30 | 4  | 5 | 21 | 34 | 73 | -39  |

|  | Qualification pour la Ligue des champions 1999-2000                                      |
|  | Qualification pour la Coupe UEFA 1999-2000                                               |
|  | Qualification pour la Coupe Intertoto 1999                                               |
|  | Relégation en deuxième division                                                          |
|  | T : Tenant du titre C : Vainqueur de la Coupe de Bulgarie P : Promu de deuxième division |

- Le Litex et le Levski Sofia reçoivent 3 points de pénalité pour avoir accepté d'arranger un match face au Metalurg Pernik.

## Bilan de la saison
| Championnat de Bulgarie de football 1998-1999 |                          |
| Champion                                      | Litex Lovetch (2e titre) |
| Coupes et trophées                            |                          |
| Vainqueur de la Coupe de Bulgarie 1998-1999   | FK CSKA Sofia            |
| Qualifications continentales                  |                          |
| Ligue des champions 1999-2000                 | Litex Lovetch            |
| Coupe UEFA 1999-2000                          | FK CSKA Sofia            |
| Coupe UEFA 1999-2000                          | PFK Levski Sofia         |
| Coupe Intertoto 1999                          | FK Spartak Varna         |
| Promotions et relégations                     |                          |
| Promus en Vissha PFL                          | Chernomorets Burgas      |
| Promus en Vissha PFL                          | Olimpik Teteven          |
| Promus en Vissha PFL                          | Belassitza Petritch      |
| Relégués en B PFL                             | Metalurg Pernik          |
| Relégués en B PFL                             | Lokomotiv Plovdiv        |
| Relégués en B PFL                             | Septemvri Sofia          |